# Кан I
Кан I (O-?:L K'INICH досл.: «Сердечный бог солнца») — правитель майяского царства Канту со столицей в Караколе.

## Биография
Кан I является преемником неизвестного царя, воцарившись 9.4.15.13.3 4 Ak'bal 16  (13 апреля 531). Во время своего правления он установил стелу 16 и алтарь 14.
На фрагментах стелы 15 описано его инаугурация, которая прошла под эгидой более высокой власти. Из-за малого количество текста, который смог сохраниться, неизвестно, была это политическая власть или бог. Также на стеле рассказывается про нападение на Ошуицу, древнее название Караколя. Однако не факт, что эти события произошли во время правления Кана I.
Преемником Кана I стал его сын — Яхав-Те-Кинич II.

### Семья
Его отцом является Яхав-Те-Кинич I, который тоже был царём. Его женой была Кал-Кинич, от которой у него родился сын Яхав-Те-Кинич II. На стеле 6 указан младший брат Яхав-Те-Кинича II Чеках-Кинич, который возможно был сыном Кана I.